# Святополк Мешкович
Святополк Мешкович (пол. Świętopełk Mieszkowic; р. между 979—985 годами — ум. ранее 25 мая 992 г.) — второй сын Мешко I, польского князя из династии Пястов и его второй жены Оды Дитриховны, родной брат Мешка и Лямберта и единокровный — Болеслава I Храброго.
Жизнь Святополка Мешковича малоизвестна из-за недостатка достоверных источников.
Известно лишь, что он был упомянут в хронике Титмара Мерзебургского.
В тексте Dagome Iudex его имя не упоминается, что даёт основание предположить, что ко времени создания этого документа Святополка уже не было в живых.